# Джаміла (співачка)
Джаміла (араб. جميلة) (VII століття — пом. 720) — музикантка, співачка і поетеса зі стану кайна Медини.
Вона була мавлою племені Бану Сулейм, тобто вільна жінка-клієнтка, яка прийняла іслам, що було звичайним явищем для вільних професійних музичних виконавців у Халіфаті.
Вона та її колега Азза аль-Майла (пом. 705) були двома відомими вільними жінками-музикантками, які, як відомо, керували власним меджлісом – формою розважального салону, які в той час ще могли відвідувати і жінки, і чоловіки, щоб відвідувати їх разом, оскільки арабські жінки вищого класу ще не були повністю піддані гендерній сегрегації. Маджліс відігравав важливу роль у жвавому музичному житті Медини: там виступали музиканти, а також збиралися меценати й учні.
Вона була відома своїми високими мистецькими досягненнями, а також тим, що виховувала відомих музикантів-чоловіків. Одним із її учнів був музикант Маабад (пом. 743 р.), син колишнього поневоленого африканця, який сказав про неї: «У музичному мистецтві Джаміла — це дерево, а ми — гілки».
Джаміла здійснила паломництво з Медини до Мекки, що перетворилося на гучну музичну подію, про яку багато говорили сучасники. Її кортеж, у якому були провідні музиканти того часу та 50 співачок, був затриманий через увагу глядачів, а її повернення стало нагодою для триденних музичних святкувань.